# Sikara Kara II
Sikara Kara II is een bestuurslaag in het regentschap Mandailing Natal van de provincie Noord-Sumatra, Indonesië. Sikara Kara II telt 995 inwoners (volkstelling 2010).